# Gnaeus Octavius (Prätor 205 v. Chr.)
Gnaeus Octavius war ein römischer Politiker um die Wende vom 3. zum 2. Jahrhundert v. Chr.
Als erstes Mitglied seiner Familie erlangte Octavius ein höheres Amt im Cursus honorum (sein Vater Gnaeus Octavius Rufus war nur Quästor gewesen). Im Gegensatz zu seinem gleichnamigen Sohn und dessen Nachkommen gelang es ihm aber nicht, das Konsulat zu erreichen.
Octavius nahm im Zweiten Punischen Krieg als Militärtribun 216 v. Chr. an der Schlacht von Cannae teil. 206 v. Chr. war er plebejischer Ädil, bereits im folgenden Jahr Prätor; in diesem Amt war er Statthalter von Sardinien und konnte eine karthagische Transportflotte besiegen. Auch in den folgenden Jahren kommandierte er als Proprätor Flotteneinheiten. 202 v. Chr. kämpfte er in der Schlacht von Zama mit und befehligte bis zum folgenden Jahr römische Truppen, die vor Karthago standen.
200 v. Chr., nach Ende des Zweiten Punischen Krieges, ging Octavius als Gesandter nach Nordafrika zurück, 192/191 v. Chr. war er während des Kriegs gegen Antiochos III. Mitglied einer Gesandtschaft nach Griechenland. Außerdem war er 194 v. Chr. an der Gründung einer Kolonie in Kroton beteiligt.